# 鞘膜積液
鞘膜積液(英國英語：、陰囊積水)表示漿液(serous fluid)在体腔內的病變積累。
睾丸鞘膜積液是圍繞睾丸的流體積累，並且是相當普遍的。它是由腹膜(peritoneum)纏繞著睾丸體的部分、稱為鞘膜(tunica vaginalis)，所分泌之流體引起的。目前只要沒有疝氣，1歲以下小孩的鞘膜積液，通常會自行痊癒。原發性鞘膜積液可能發展在成年期、尤其是老年人，在炎熱的國家尤為常見，經由漿液性液體、大概是由受損的重吸收所引起的，這似乎是最主要的鞘膜積液的解釋，雖然原因還不清楚。 鞘膜積液也可是反复性地經由班氏絲蟲(Wuchereria bancrofti)或馬來絲蟲(Brugia malayi)的慢性感染、或非洲和東南亞地區的兩種蚊子傳播的寄生蟲等所引起的"插銷性腹股溝淋巴系統"(Inguinal lymph node)的結果。因此，如果發病條件會是較瀰漫性的後遺症(sequela)之一部分、通常被稱為象皮病(elephantiasis)，這也影響在身體其它部分的淋巴系統。

## 病因

交通性鞘膜積液，由鞘突(processus vaginalis)閉合失敗所引起.

鞘膜積液可以通過四種方式產生：

## 臨床特徵及診斷
A primary hydrocele is described as having the following characteristics:
- Transillumination positive
- Fluctuation positive
- Impulse on coughing negative (positive in infantile hydrocele)
- Reducibility absent
- Testis cannot be palpated separately. (exception -  funicular hydrocele, encysted hydrocele)

## 外部連結
- Medscape – Hydrocele （页面存档备份，存于）
- Texas Pediatric Surgical Associates – Hydrocele （页面存档备份，存于）